# Davilla morii
Davilla morii är en tvåhjärtbladig växtart som beskrevs av G. A. Aymard C.. Davilla morii ingår i släktet Davilla, och familjen Dilleniaceae. Inga underarter finns listade i Catalogue of Life.